# Titularbistum Rhodopolis
Rhodopolis (ital.: Rodopoli) ist ein Titularbistum der römisch-katholischen Kirche. 
Es geht zurück auf einen spätantiken und byzantinischen Bischofssitz in Lasica im heutigen Georgien. Das Bistum Rhodopolis war dem Erzbistum Phasis als Suffraganbistum unterstellt.
| Titularbischöfe von Rhodopolis |                              |                                                            |                   |                   |
| Nr.                            | Name                         | Amt                                                        | von               | bis               |
| 1                              | Marco Cattaneo OP            |                                                            | 24. Januar 1530   | Mai 1546          |
| 2                              | Stanislao Vincenzo Tomba B   |                                                            | 17. Dezember 1832 | 1. Februar 1836   |
| 3                              | Joseph-Alphonse Baud MSFS    | Koadjutorbischof von Vizagapatam (Britisch-Indien)         | 23. Dezember 1941 | 22. März 1947     |
| 4                              | Alden John Bell              | Weihbischof in Los Angeles (USA)                           | 11. April 1956    | 30. März 1962     |
| 5                              | José Gonçalves da Costa CSsR | Weihbischof in São Sebastião do Rio de Janeiro (Brasilien) | 25. Juni 1962     | 24. November 1969 |

## Weitere Bedeutungen
Historisch wurde die Stadt Rostock in Mecklenburg auf Latein als Rhodopolis oder Rostochium betitelt.